# Dänische Kolonien

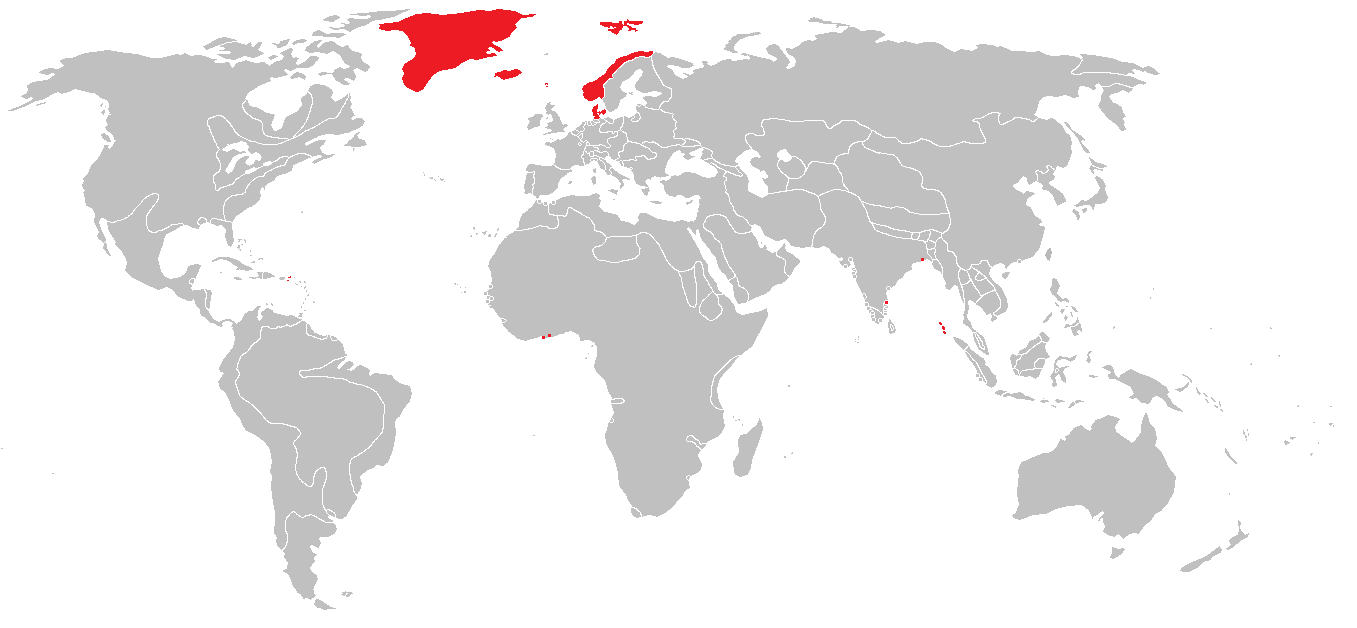
Dänemark-Norwegen und die kolonialen Besitztümer Dänemarks in Dänisch-Westindien, an der Goldküste und in Indien

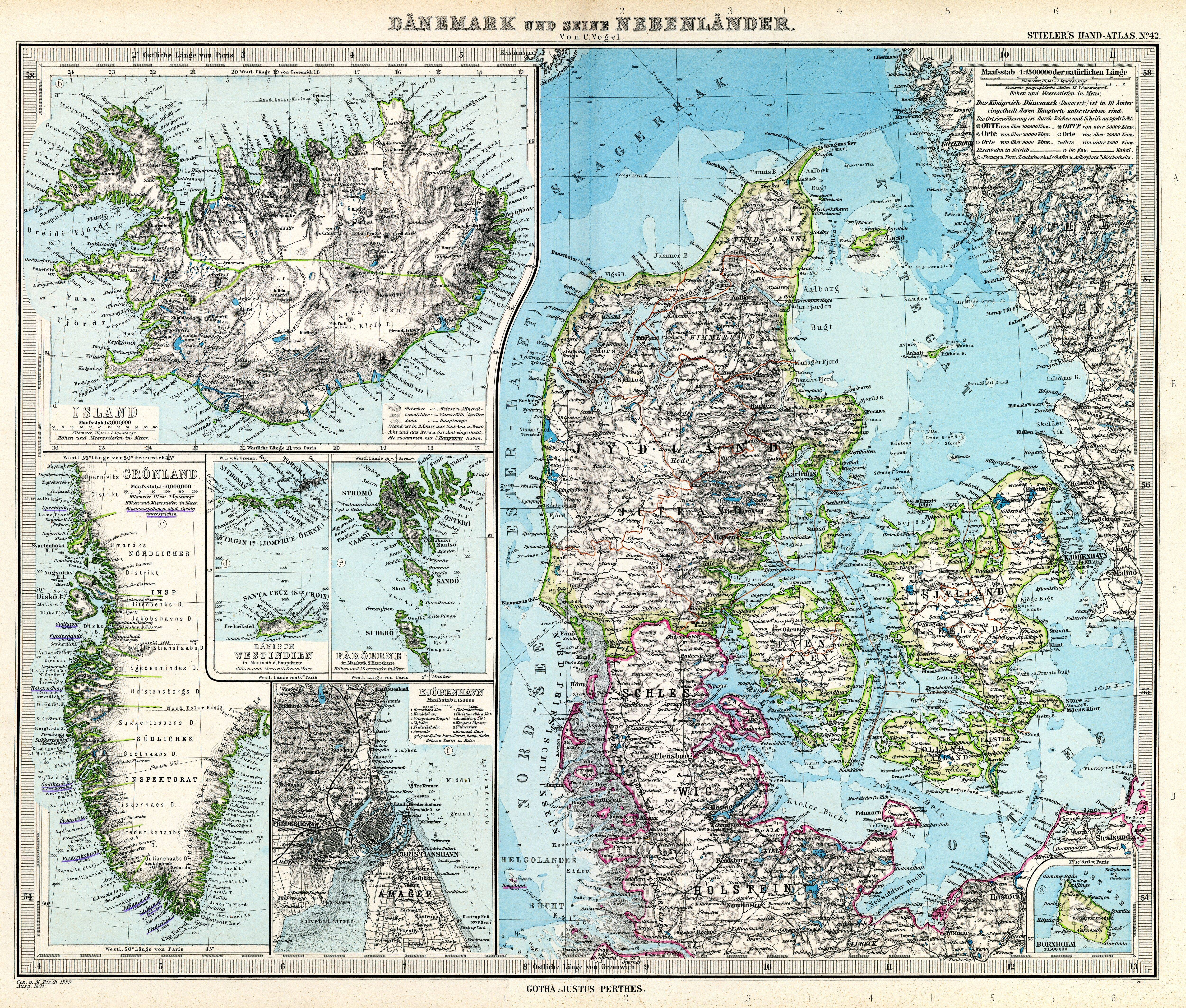
Dänemark und seine Nebenländer auf einer deutschen Karte von 1891

Die dänischen Kolonien sind Kolonien bzw. historische Besitzungen des Königreiches Dänemark außerhalb des eigenen Kernlandes. Dänemark war eine der ersten europäischen Kolonialmächte.
Das dänische Kolonialreich erstreckte sich vom Indischen Ozean über die Karibik bis in die Arktis. Heute gehören nur noch Grönland und die Färöer als autonome Gebiete zum Königreich Dänemark.

## Übersicht der Kolonien

### Europa
- Färöer (1380 / 1536 / 1814 bis 1948, seitdem weitgehend autonom)
- Island (1380 / 1536 / 1814 bis 1918, ab dann Personalunion und seit 1944 unabhängige Republik)

Färöer und Island waren seit dem Mittelalter Besitzungen des Königreichs Norwegen, die nach dem Ende der Personalunion 1814 bei Dänemark verblieben.
Wichtigster ökonomischer Aspekt waren der Walfang und die Fischerei. Da die Färöer heute weitgehende Autonomie besitzen, werden sie nicht mehr als „Kolonie“ angesehen. Die Inselgruppe strebt die volle Souveränität an. Entscheidende Rolle spielt hierbei das noch unerschlossene Erdöl, das schon Norwegen zu einem reichen Land gemacht hat.

### Afrika
An der Goldküste Westafrikas (heutige Küste von Ghana) hatte Dänemark im 17. und 18. Jahrhundert jeweils kurze Zeit verschiedene Stützpunkte und Festungen, die zusammenfassend als Dänische Goldküste bzw. als Dänisch-Guinea bezeichnet werden.
- Fort Witsten in Takoradi, 1658 bis 1659, dann aufgegeben
- Fort William (Ghana) in Anomabu, 1658 bis 1664, dann britisch
- Fort Christiansborg in Accra, 1658 bis 1850, 1680 bis 1682 portugiesisch besetzt, dann an die Briten verkauft
- Cong Heights in Cong, 1659 bis 1661, von Niederländern zerstört
- Fort Carolusborg in Cape Coast, 1659 bis 1663, dann schwedisch
- Fort Frederiksborg in Amanful, 1659 bis 1685, dann britisch
- Fort Fredensborg in Old Ningo, 1734 bis 1850, dann an die Briten verkauft
- Fort Prinzenstein bei Keta, 1780 bis 1850, dann an die Briten verkauft
- Fort Kongensteen bei Ada (Ghana), 1784 bis 1850, dann an die Briten verkauft
- Fort Augustaborg in Teshie, 1787 bis 1850, dann an die Briten verkauft

### Amerika

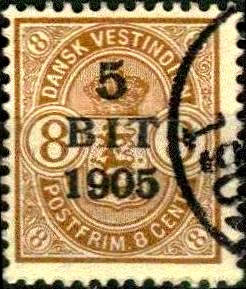
Briefmarke aus Dänisch-Westindien

- Dänisch-Westindien (1666 bis 1917)

Dänisch-Westindien in der Karibik war für dänische und schleswig-holsteinische Farmer wichtig. Sie hielten schwarze Sklaven und bauten in erster Linie Zuckerrohr an, das dann in Flensburg und Kopenhagen raffiniert wurde. Die Inselgruppe wurde schließlich für 25 Mio. Dollar an die USA verkauft und am 1. April 1917 übergeben. Spuren der Kolonialzeit, insbesondere Gebäude, sind erhalten; auch sind die Inseln beliebtes Ziel für dänische Touristen.

### Arktis
- Grönland (1921 bis 1979, seitdem weitgehend autonom)

Grönland gehörte von 1380 / 1397 / 1721 bis 1814 zu Norwegen, das in Personalunion mit Dänemark verbunden war.
Nachdem die in der Wikingerzeit errichteten Siedlungen der Skandinavier untergegangen waren, wurde Grönland ab dem 18. Jahrhundert „wiederentdeckt“. 1721 begann Hans Egede die protestantische Mission.
Ökonomisch waren lediglich Stützpunkte für Walfang und Fischerei für Dänemark interessant. 1921 erklärte Dänemark die staatliche Oberhoheit über Grönland, die ihm dann vom Internationalen Gerichtshof in Den Haag auch zugesprochen wurde.
Eine eigentliche Kolonisierung Grönlands setzte erst 1945 ein, da einerseits Grönland nun den Wert einer geostrategischen Basis hatte (US-Luftwaffenstützpunkt Thule) und andererseits die technischen Möglichkeiten vorhanden waren (Flugzeuge, Eisbrecher), eine mit europäischen Verhältnissen vergleichbare Versorgungslage zu erreichen.
Die Grönländer sind (wie die Färinger) gleichberechtigte Bürger des Königreiches Dänemark.

### Asien

Dänische Niederlassungen in Indien (1620–1845)

Die dänischen Kolonien in Asien wurden als Dänisch-Ostindien bezeichnet, da sie alle im historischen Indien lagen. Dies waren:
- Neu-Dänemark (Ny Danmark), die Nikobaren, 1756 bis 1848/1868,
- Serampore (auch Frederiksnagore) in Bengalen, 1755 bis 1845,
- Trankebar (bzw. Dänisch-Indien), Seehafen an der Koromandelküste, 1620 bis 1845

Wichtigster wirtschaftlicher Aspekt war hier unter anderem der Gewürzhandel und generell der Zugang zum asiatischen Raum mit dem weiter östlich gelegenen Kaiserreich China. In China selbst unterhielt Dänemark keine Kolonien, aber Handelskontore. Zuständig für die indischen Kolonien war die Dänische Ostindien-Kompanie. Auf vier der Nikobaren-Inseln bestanden aber von 1778 bis 1784/1785 auch österreichische Kolonialansprüche.